# 拉加里·朗杰加措
拉加里·朗杰加措（藏語：ལྷ་རྒྱ་རི་རྣམ་རྒྱལ་རྒྱ་མཚོ།，威利转写：lha rgya ri rnam rgyal rgya mtsho，1927年—2003年6月10日），西藏贵族，第十七世拉加里赤钦。

## 生平
朗杰加措出生于山南地区的拉加里家族，据传为藏王松赞干布的后裔。他是第十六世拉加里赤钦格桑念扎的长子。早年曾在噶厦仲译处学习，并拜师修习密宗教法。1937年前后，他的父亲被噶厦免职。因朗杰加措当时尚年幼，其姑母吉宗益西旺姆暂代拉加里事务。1947年左右，已成年的朗杰加措正式承袭拉加里赤钦之位，并娶仁岗家族的白玛央金为妻。
1951年西藏并入中华人民共和国后，朗杰加措于1954至1955年间曾同第十四世达赖喇嘛、第十世班禅额尔德尼等前往北京。1956年西藏自治区筹备委员会成立后，他担任山南基巧办事处副主任，其妻白玛央金则出任妇联副主任。1958年，达赖喇嘛授予其三品札萨头衔。1959年藏区骚乱时他被捕入狱。此后他在狱中度过近二十年，直至文化大革命结束后于1978年底获释。后出任西藏自治区政协委员。
1982年，他获得批准前往不丹拜访弟弟念扎平措。原本他计划通过印度返回西藏，但在达赖喇嘛的劝说下，他决定留在印度。1983年起，他历任西藏流亡政府第八至十届西藏人民议会议员。1985年，他娶了第二任妻子彭措卓嘎。1999年，出版《拉加里家族史》一书。
2003年，朗杰加措在印度台拉登家中去世，终年76岁。

## 家庭
朗杰加措有一个姐姐和四个弟弟：姐姐格桑群宗；二弟念扎平措1959年后定居不丹；三弟洛珠嘉措早夭；四弟格桑罗布在拉萨居住；五弟是直贡琼仓·洛桑强巴活佛。
朗杰加措与第一任妻子白玛央金育两子（早夭）、三女。他1982年前往印度后，女儿都留在了西藏。他与第二任妻子彭措卓嘎的女儿朗杰卓嘎于2016年当选第16届西藏人民议会议员，而他们的儿子朗杰旺秋则在他去世后承袭拉加里赤钦之位。